# Kattstrupeforsens dämningsområde
Kattstrupeforsens dämningsområde är ett vattenmagasin i Indalsälven i Krokoms kommun i Jämtland och ingår i Indalsälvens huvudavrinningsområde. Sjön har en area på 3,07 kvadratkilometer och ligger 273 meter över havet. Sjön avvattnas av vattendraget Indalsälven.
Vattenmagasinet bildades i samband med att Kattstrupeforsens kraftverk uppfördes 1939–1942 med en fallhöjd på 16,5 meter.

## Delavrinningsområde
Kattstrupeforsens dämningsområde ingår i det delavrinningsområde (702451-143682) som SMHI kallar för Utloppet av Kattstrupeforsens D.Omr.. Medelhöjden är 317 meter över havet och ytan är 29,12 kvadratkilometer. Räknas de 1137 avrinningsområdena uppströms in blir den ackumulerade arean 12 117,76 kvadratkilometer. Avrinningsområdets utflöde Indalsälven mynnar i havet. Avrinningsområdet består mestadels av skog (68 procent). Avrinningsområdet har 3,16 kvadratkilometer vattenytor vilket ger det en sjöprocent på 10,8 procent.